# Donn Alan Pennebaker
Donn Alan "D.A." Pennebaker, född 15 juli 1925 i Evanston i Illinois, död 1 augusti 2019 i Sag Harbor på Long Island i New York, var en amerikansk dokumentärfilmare.
Pennebaker har gjort viktiga insatser inom dokumentärfilmandets teknik och är för allmänheten mest känd för sina samarbeten med artister och grupper inom vitt skilda genrer. Bland de mer kända artister han samarbetat med kan nämnas Bob Dylan (Se dig inte om), David Bowie (Ziggy Stardust & The Spiders from Mars) och Depeche Mode (101). Pennebaker jobbar ofta med handkameror och direkta och enkla intervjusituationer för att få den rätta känslan. I filmen The War Room skildras den blivande Bill Clintons presidentvalskampanj 1992.

## Filmer i urval
- The Jimi Hendrix Experience: Live at Monterey (2008)
- The Return of the War Room (2008)
- Best of Bowie (2002)
- The War Room  (1993)
- Town Bloody Hall (1979)
- Don't look back, Se dig inte om (1967)